# West Fargo
West Fargo ist eine Stadt im Cass County im US-Bundesstaat North Dakota. 2020 hatte West Fargo laut US-Census Bureau 38.626 Einwohner auf einer Fläche von 18,9 km². Sie liegt westlich von Fargo am Sheyenne River. West Fargo wurde 1926 gegründet.